# Vanesa Muñiz
Vanesa Muñiz Rubio (Alicante, 18 de julio de 1975) es una ex gimnasta rítmica española que formó parte de la selección nacional de gimnasia rítmica de España en la modalidad de conjuntos. Integrante en sus inicios del Club Atlético Montemar de Alicante, como componente del equipo nacional consiguió un total de 9 medallas internacionales oficiales, entre otras preseas. En la actualidad entrena al Club ECA de Alicante junto a las también exgimnastas nacionales Rosabel Espinosa y Natalia Marín.

## Biografía deportiva

### Inicios
Inició su carrera deportiva en el Club Atlético Montemar de Alicante.

### Etapa en la selección nacional

#### 1989: entrada al conjunto sénior y Mundial de Sarajevo

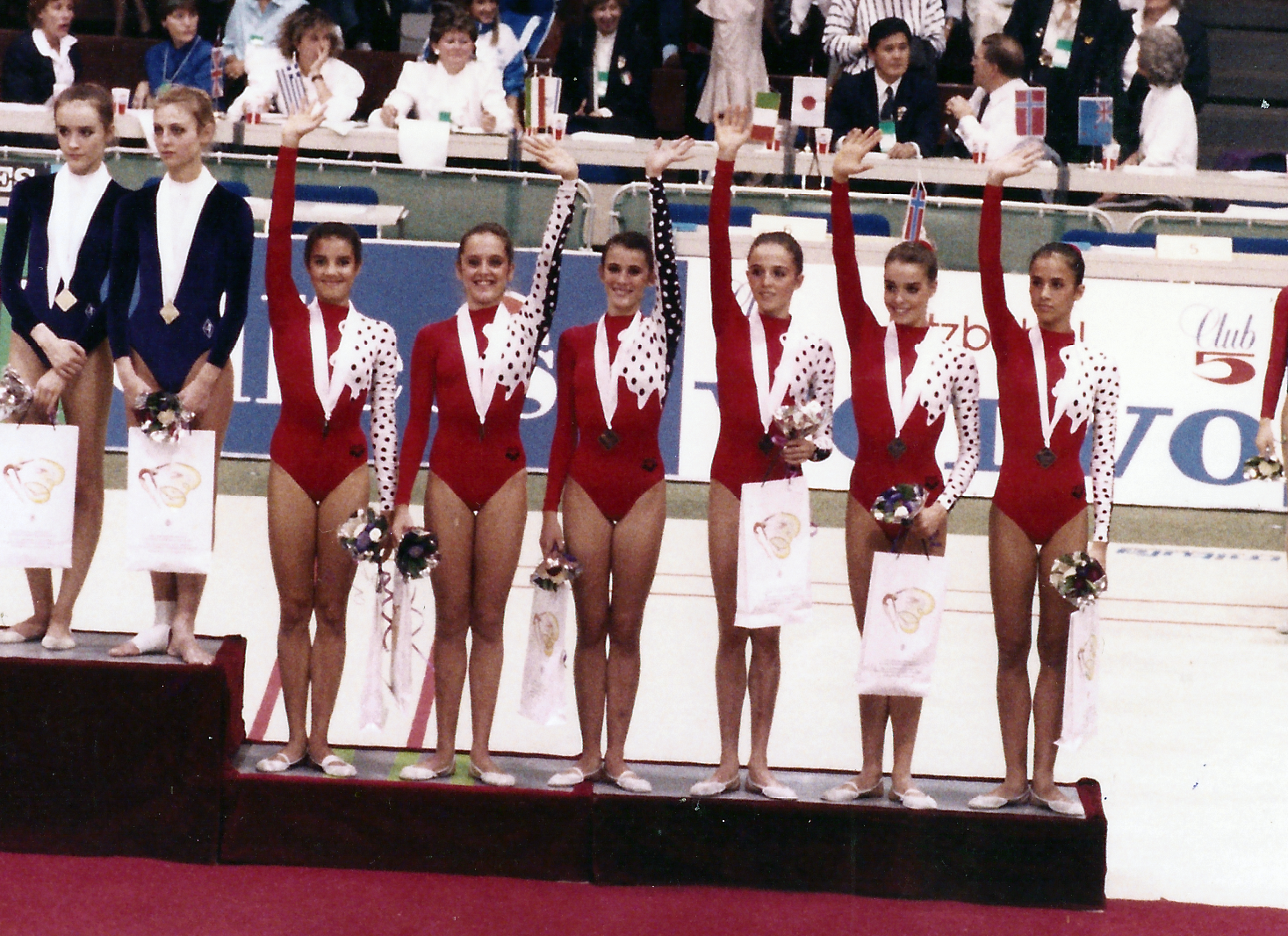
Muñiz (primera a la derecha) con el bronce en el Mundial de Sarajevo (1989).

Para 1989, la búlgara Emilia Boneva la reclamó para formar parte de la selección nacional en la modalidad de conjuntos, en la que se mantendría como titular durante los dos siguientes años. Durante ese tiempo entrenaría unas 8 horas diarias en el Gimnasio Moscardó de Madrid a las órdenes de la propia Emilia Boneva y de Ana Roncero, que desde 1982 eran seleccionadora nacional y entrenadora de conjuntos respectivamente, y tendría a Georgi Neykov como coreógrafo. Además, conviviría con todas las integrantes del equipo en una casa en La Moraleja. A comienzos de ese mismo año consiguió 3 platas en el torneo DTB-Pokal Karlsruhe. Poco después obtuvo 3 medallas de bronce en el Campeonato del Mundo de Sarajevo, al subir al podio tanto en el concurso general como en las finales de 12 mazas y de 3 aros y 3 cintas. Las lograría junto a Beatriz Barral, Lorea Elso, Bito Fuster, Arancha Marty y Mari Carmen Moreno, siendo suplentes Marta Aberturas y Nuria Arias. En diciembre de 1989 consiguió el bronce en la general de la Wacoal Cup (Japón).

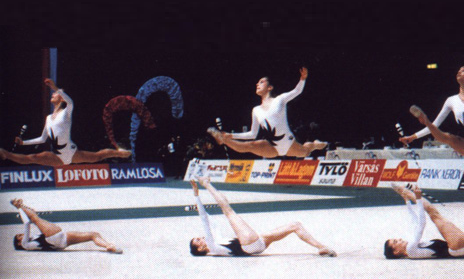
Ejercicio de mazas del conjunto español en el Europeo de Goteborg (1990).

#### 1990: Europeo de Goteborg
En 1990, su último año en activo, tuvo lugar el Campeonato de Europa de Goteborg, en el que consiguió la medalla de bronce tanto en el concurso general como en 3 pelotas y 3 cuerdas, y la de plata en 12 mazas. En la Final de la Copa del Mundo, disputada ese año en Bruselas, obtuvo 3 medallas de bronce, una por cada final. Serían logradas junto a Beatriz Barral, Lorea Elso, Bito Fuster, Montse Martín y Arancha Marty, siendo suplentes Marta Aberturas y Gemma Royo. Débora Alonso y Cristina Chapuli también formaban parte del equipo, pero no fueron convocadas a las competiciones ese año. En el torneo Wacoal Cup de Tokio, celebrado en noviembre, lograron la plata en la general.

### Retirada de la gimnasia
A finales de 1990 se retiró del equipo nacional. Posee el título de Entrenadora y Juez Nacional de Gimnasia Rítmica, y en 1998 se licenció en Biología por la Universidad de Alicante. Además, tiene experiencia en gestión deportiva, creando la escuela deportiva municipal de gimnasia rítmica en Benissa ( Alicante) en 1998 , y en recepción de la Piscina cubierta del hogar provincial de Alicante , ambos trabajando para la extinta GESTKAL XXI S.L. y posteriormemte gestionando servicios integrales para SERVOGESTION S.L. en el área de administración. Más tarde trabajó en el área de atención al cliente de la Piscina Cubierta de Villajoyosa, además de ser administrativa desde 2017 en una empresa de desinfección por luz ultravioleta. Desde enero de 2000 es entrenadora en el Club ECA de Alicante, logrando alcanzar varios campeonatos de España, y donde es técnico junto a las también exgimnastas nacionales Rosabel Espinosa y Natalia Marín.
En septiembre de 2018 viajó junto a varias exgimnastas de la selección española al Mundial de Gimnasia Rítmica de Sofía para reencontrarse con la ex seleccionadora nacional Emilia Boneva, organizándose además una cena homenaje en su honor. El 16 de noviembre de 2019, con motivo del fallecimiento de Emilia Boneva, unas 70 exgimnastas nacionales, entre ellas Vanesa, se reunieron en el tapiz para rendirle tributo durante el Euskalgym. El evento tuvo lugar ante 8.500 asistentes en el Bilbao Exhibition Centre de Baracaldo y fue seguido además de una cena homenaje en su honor.

## Equipamientos
| Período     | Proveedor |
| ----------- | --------- |
| 1989 - 1990 | Arena     |

## Música de los ejercicios
| Año         | Aparatos              | Música                                                                                |
| ----------- | --------------------- | ------------------------------------------------------------------------------------- |
| 1989 - 1990 | 12 mazas              | «España cañí», pasodoble compuesto por Pascual Marquina Narro.                        |
| 1989        | 3 aros y 3 cintas     | Fragmentos de la ópera Carmen de Georges Bizet, como el tema «Habanera».              |
| 1990        | 12 mazas              | Pieza Asturias (Leyenda), perteneciente a la Suite española, Op. 47 de Isaac Albéniz. |
| 1990 - 1991 | 3 pelotas y 3 cuerdas | «Spain» de Chick Corea, versionada por Michel Camilo y Tomatito.                      |

## Palmarés deportivo

### Selección española
| 1989 - DTB-Pokal Karlsruhe Plata en concurso general Plata en 12 mazas Plata en 3 aros y 3 cintas - Campeonato del Mundo de Sarajevo Bronce en concurso general Bronce en 12 mazas Bronce en 3 aros y 3 cintas - Wacoal Cup Bronce en concurso general | 1990 - DTB-Pokal Karlsruhe Oro en concurso general - Gymnastic Masters de Stuttgart Bronce en concurso general - Final de la Copa del Mundo en Bruselas Bronce en concurso general Bronce en 12 mazas Bronce en 3 pelotas y 3 cuerdas - Campeonato de Europa de Goteborg Bronce en concurso general Plata en 12 mazas Bronce en 3 pelotas y 3 cuerdas - Wacoal Cup Plata en concurso general |

## Filmografía

### Programas de televisión
| Programas de televisión | Programas de televisión | Programas de televisión | Programas de televisión |
| ----------------------- | ----------------------- | ----------------------- | ----------------------- |
| 1990                    | Camarada Boneva         | La 2 de TVE             | Aparición en reportaje  |